# C'era una volta il West
C'era una volta il West (bra: Era uma Vez no Oeste; prt: Aconteceu no Oeste), ou Once Upon a Time in the West (em inglês) é um filme ítalo-hispano-estadunidense de 1968, gêneros bangue-bangue e épico, coescrito e dirigido por Sergio Leone. É estrelado por Henry Fonda, como o vilão, Charles Bronson como seu nêmesis, Claudia Cardinale. O roteiro foi escrito por Sergio Donati e Leone, pela história escrita por Dario Argento, Bernardo Bertolucci e Leone. A trilha sonora é de Ennio Morricone.
O filme é geralmente reconhecido como um dos maiores filmes já realizados. Em 2009, o filme foi selecionado para preservação no Registro Nacional de Filmes dos Estados Unidos pela Biblioteca do Congresso como "cultural, historicamente ou esteticamente significativo".

## Sinopse
Era uma Vez no Oeste é centrado em quatro protagonistas: a ex-prostituta Jill McBain (Claudia Cardinale), o bandido Cheyenne (Jason Robards), o pistoleiro de aluguel Frank (Henry Fonda) e um homem misterioso, chamado de "Harmonica" (Charles Bronson), que sempre traz consigo uma gaita. Os quatro acabam se cruzando quando Morton (Gabriele Ferzetti), um barão ferroviário, contrata Frank para afugentar Brett McBain (Frank Wolff), dono de terras que iriam valorizar consideravelmente com a chegada da ferrovia, e seus filhos. Porém, o pistoleiro decide massacrar a família e depois planta evidências incriminando Cheyenne.
Nesse meio-tempo, Jill chega à cidade, vinda de Nova Orleães, e revela que se casara com Brett McBain e que portanto as terras ainda tinham dono. O homem com a gaita, Harmonica, aparece e junto com Cheyenne ajudam a mulher a manter sua propriedade. Harmonica tem contas a acertar com Frank e no final do filme o motivo da vingança é revelado num duelo entre os dois.

## Elenco
- Claudia Cardinale como Jill McBain
- Henry Fonda como Frank
- Jason Robards como Manuel "Cheyenne" Gutiérrez
- Charles Bronson como "Harmonica"
- Gabriele Ferzetti como Sr. Morton
- Paolo Stoppa como Sam, o Cocheiro
- Marco Zuanelli como Wobbles
- Keenan Wynn como o Sheriff de Flagstone
- Frank Wolff como Brett McBain
- Lionel Stander como o barman
- Woody Strode como Stony, primeiro homem armado
- Jack Elam como Snaky, segundo homem armado
- Al Mulock como Knuckles, terceiro homem armado
- Enzo Santaniello como Timmy McBain
- Simonetta Santaniello como Maureen McBain
- Stefano Imparato como Patrick McBain
- Antonio Palombi como o velho Chefe da estacão
- Claudio Mancini como o irmão de "Harmonica"
- Dino Mele como jovem "Harmonica"
- Michael Harvey como Tenente de Frank
- Benito Stefanelli como Tenente de Frank
- Aldo Sambrell como Tenente de Cheyenne

Com a morte de Gabriele Ferzetti em 2015, Claudia Cardinale é a única sobrevivente do elenco principal do filme.

## Recepção e crítica
Considerado lento pela crítica e pelo público, Era uma vez no oeste foi um fracasso de bilheteria. O filme só foi reconhecido mais tarde, e hoje é aclamado como um dos melhores filmes de todos os tempos. É considerado também o melhor western já produzido. O filme tem uma aprovação de 98% dos críticos no site Rotten Tomatoes.